# 比勒
比勒（法語：Bulle，法語發音：[byl] ⓘ）是瑞士弗里堡州的一个市镇，面积为23.84平方公里，截至2017年12月31日总人口为22,709人。